# Josefina Napravilová
Josefina Napravilová, rozená Gottfriedová (21. ledna 1914 Plzeň – 19. února 2014 Tábor) byla česká odbojářka, válečná veteránka, nositelka Řádu Tomáše Garrigua Masaryka III. třídy, který ji byl propůjčen v roce 2009 „za vynikající zásluhy o rozvoj demokracie, humanity a lidská práva“.

## Život
Zúčastnila se pražského povstání v květnu 1945 a po druhé světové válce se angažovala v pátrání po českých dětech (včetně lidických) zavlečených po celé Evropě. Dohromady se jí podařilo dohledat 40 dětí. V roce 1948 pracovala pro Mezinárodní organizaci pro uprchlíky (International Refugee Organization) ve Vídni, kde pomáhala československým emigrantům prchajícím z poúnorového komunistického Československa. V důsledku toho ji československý stát odebral státní občanství. V roce 1949 se přestěhovala do Kanady, kde se i nadále věnovala pomoci uprchlíkům (např. v roce 1956 z Maďarska, v roce 1968 z Československa). V roce 1989 se dostala do Prahy, kde materiálně přispěla stávkujícím. Trvale se zpátky do České republiky vrátila v roce 1994. I ve svém vysokém věku byla veřejně činná a založila fond, který podporuje stipendii nadané studenty medicíny. Její životní příběh je zachycen v knihách Sny a vzpomínky a Ve jménu naděje.

## Galerie

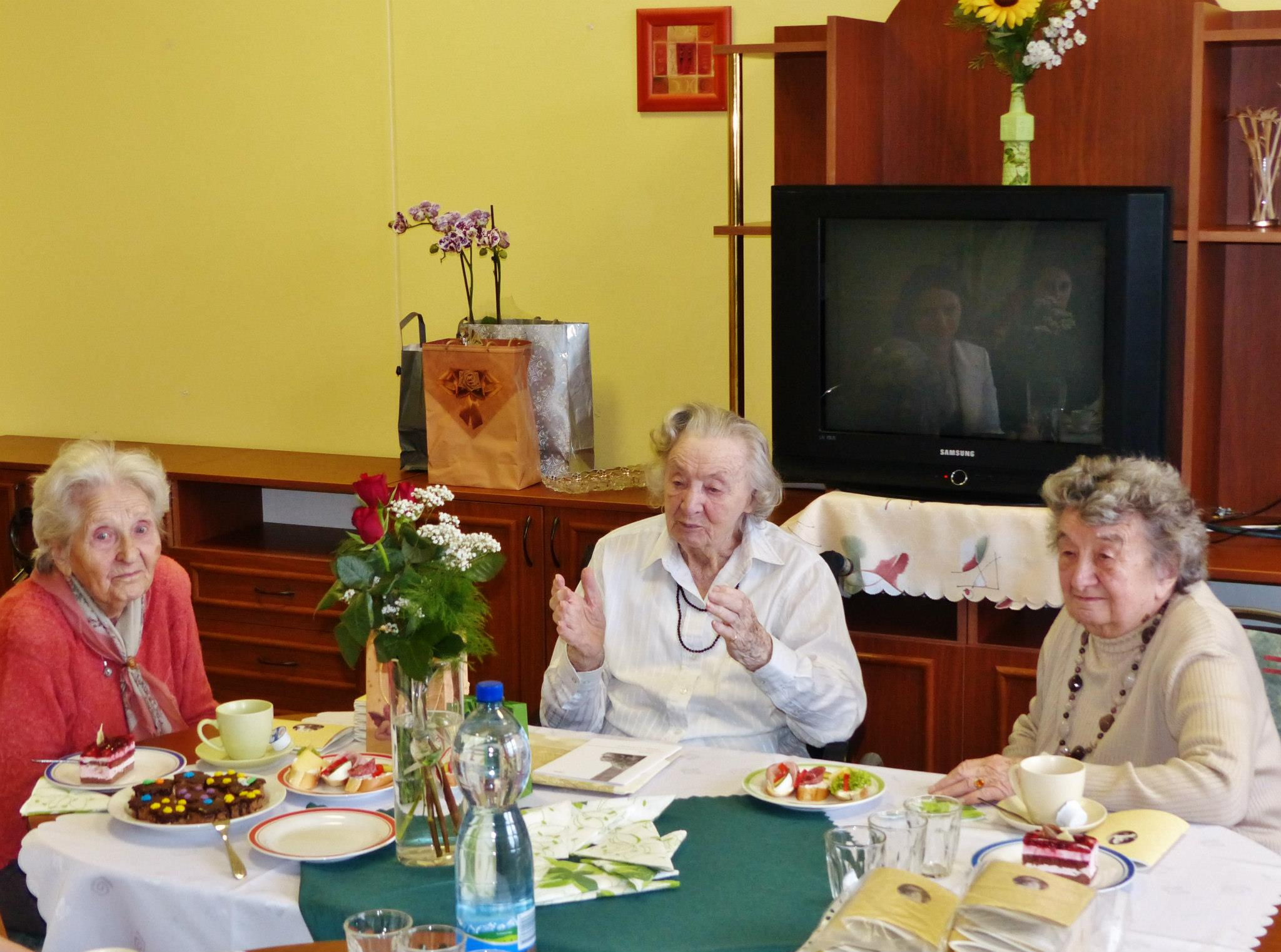
Oslava 99. narozenin. Setkání se dvěma lidickými ženami, Miloslavou Kalibovou a Miladou Cábovou (Tábor 17. ledna 2013)
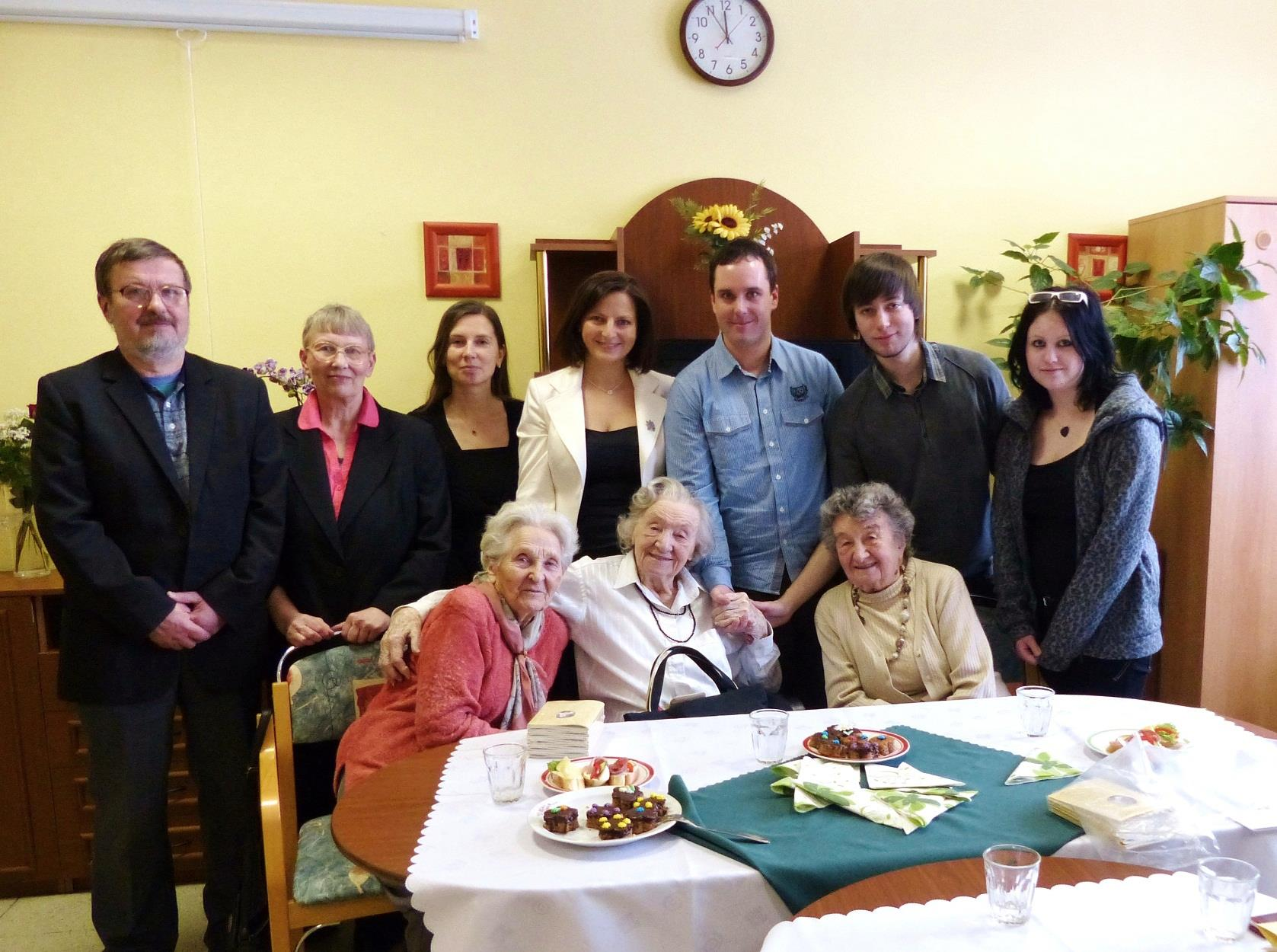
Společná fotografie oslavenkyně Josefiny Napravilové, lidických žen, Sylvie Klánové s manželem, zástupci OV ČSBS Kladno a Majáku Plzně (Tábor 17. ledna 2013)
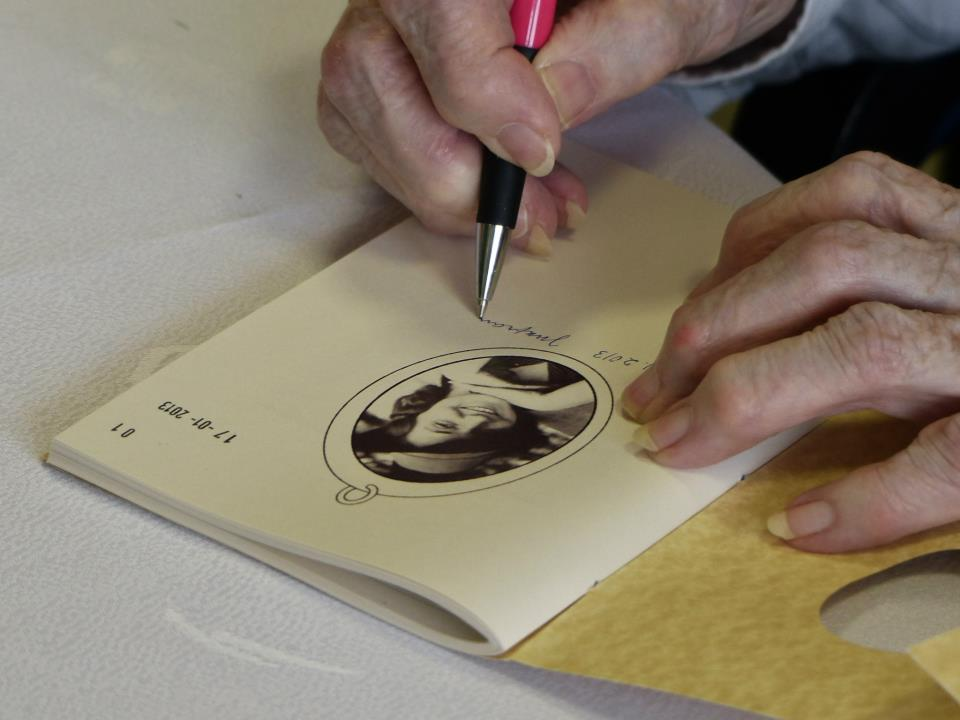
Josefina Napravilová podepisuje životopisnou knihu s názvem Josefina Napravilová: Sny a vzpomínky (Tábor 17. ledna 2013)